# Brontë (cráter)

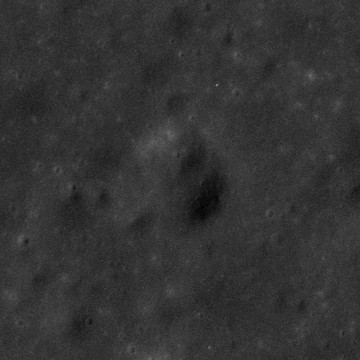
Imagen panorámica desde el Apolo 17

Brontë es un diminuto cráter lunar situado en el valle Taurus-Littrow. Los astronautas Eugene Cernan y Harrison Schmitt recorrieron el borde norte de Brontë a bordo de su rover durante la misión Apolo 17 en 1972.
Al noreste de Brontë se localizan Camelot y Horatio, así como también el lugar de aterrizaje de la misión Apolo 17. Al norte aparece Victory, al noroeste Shorty, y al oeste Lara.

## Denominación

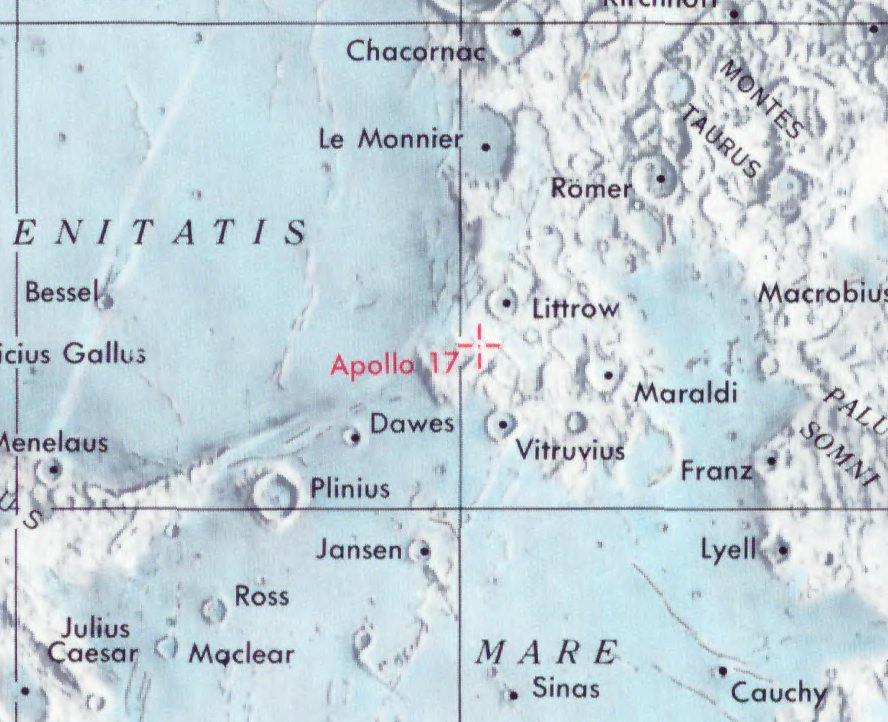
Localización del lugar de aterrizaje del Apolo 17

El cráter fue nombrado por los astronautas en referencia a la novelista inglesa Charlotte Brontë. La denominación tiene su origen en los topónimos utilizados en la hoja a escala 1/50.000 del Lunar Topophotomap con la referencia "43D1S1 Apollo 17 Landing Area".